# Dinamite (film)
Dinamite (Dynamite) è un film del 1929 diretto da Cecil B. DeMille. Per il regista fu il primo film sonoro e per Joel McCrea fu l'esordio alla MGM.

## Riconoscimenti
Nomination per l'Oscar per la migliore scenografia a Mitchell Leisen.

## Trama
La ricca Cynthia è innamorata di Roger, che è già sposato con Marcia. Questa sarebbe anche disponibile al divorzio se Cynthia accettasse un accordo finanziario. Ma Cynthia, per entrare in possesso della sua eredità, deve sposarsi entro una certa data. In caso contrario, non potrà neanche avere il denaro per soddisfare Marcia. Così, Cynthia deve organizzarsi un matrimonio fasullo e sceglie come marito Hagon Derk, un uomo che - benché innocente - è stato condannato a morte per un crimine che non ha commesso. Dopo il matrimonio, però, Derk viene lasciato libero perché si scopre il vero assassino. Cynthia si trova così sposata a un uomo che non ama e che non conosce.

## Produzione
Il film fu girato dal 22 gennaio 1929 al 13 aprile 1929 e prodotto da Cecil B. DeMille per la MGM. Fu il primo lungometraggio sonoro di DeMille che ne girò simultaneamente le due versioni, muta e sonora.
Dinamite fu il primo lungometraggio sonoro di DeMille, una versione muta era già stata distribuita, creando una notevole difficoltà con il cast di attori alle prese per la prima volta con il sonoro (il suono e l'importazione delle voci). La creazione del film cominciò immediatamente dopo l'uscita del suo ultimo film, Donna pagana, che non ricevé un buon riscontro di pubblico, incassando poco al botteghino.
Molti attori, principalmente di B-movie, parteciparono ai casting tenutisi il 18 dicembre 1928, dall'assistente di DeMille, Mithchell Leisen, e in seguito anche da Ricardo Cortez e Monte Blue. Tra coloro che passarono il cast ci furono Buck Jones, Bob Custer, Jason Robards, Sr., Guinn 'Big Boy' Williams, Dean Jagger e Randolph Scott; Carmelita Geraghty, Katherine Crawford, Ann Cornwall, Merna Kennedy, Leila Hyams, Dorothy Burgess e Sally Blane. Leisen cercò di interessare DeMille per il ruolo di Johnson l'emergente Carole Lombard, che è presente in un ruolo minore nella versione finale del film.
Le riprese di Dinamite cominciarono il 29 gennaio 1929 e durarono fino al 30 aprile. Le scene per la versione muta del film iniziarono il 28 maggio e continuarono fino al 5 giugno. Charles Bickford descriverà poi il copione come "un insieme di mais con terribili dialoghi".

## Colonna sonora
How Am I to Know? musica di Jack King e testo di Dorothy Parker.

## Distribuzione
Il film venne distribuito dalla MGM in versione sonora e negli USA in una versione muta di 10,771 piedi.

### Date di uscita
- USA 13 dicembre 1929 con il titolo originale Dynamite
- Austria 1930
- Germania 1930 , con il titolo Dynamit (per il mercato di lingua tedesca)
- Finlandia 23 febbraio 1931

In Italia e in Portogallo il film venne distribuito col titolo Dinamite; in Spagna, Dinamita e in Grecia, Dynamitis.